# Чалько (муниципалитет)
Чалько (исп. Chalco) — муниципалитет в Мексике, штат Мехико, с административным центром в городе Чалько-де-Диас-Коваррубьяс. Численность населения, по данным переписи 2010 года, составила 310 130 человек.

## Общие сведения
Название Chalco происходит из языка науатль и его можно перевести как место на побережье озера.
Площадь муниципалитета равна 219 км², что составляет 1 % от площади штата. Он граничит с другими муниципалитетами штата Мехико: на севере с Истапалукой, на востоке с Тлальманалько, на юге с Кокотитланом, Темаматлой и Хучитепеком, на западе с Валье-де-Чалько-Солидаридадом и Федеральным округом Мексики.

## История
30 ноября 1994 года из состава муниципалитета была выведена территория, прилегающая к озеру Чалько, и создан муниципалитет Валье-де-Чалько-Солидаридад с административным центром в городе Хико.
11 ноября 2011 года, близ города Санта-Катарина-Айоцинго, разбился вертолёт с министром внутренних дел Мексики — Франсиско Блаке Мора.

## Учреждение и состав
Муниципалитет был образован 31 января 1824 года, в его состав входит 61 населённый пункт, самые крупные из которых:
| Код INEGI | Населённый пункт                                                                      | Численность населения (2005 год) | Численность населения (2010 год) |
| 025       | Всего                                                                                 | 257 403                          | 310 130                          |
| 0001      | Чалько-де-Диас-Коваррубьяс (исп. Chalco de Díaz Covarrubias) (административный центр) | 144 311                          | 168 720                          |
| 0014      | Сан-Мартин-Куаутлальпан (исп. San Martín Cuautlalpan)                                 | 12 560                           | 23 501                           |
| 0016      | Сан-Матео-Уицильсинго (исп. San Mateo Huitzilzingo)                                   | 14 095                           | 15 389                           |
| 0005      | Сан-Грегорио-Куауцинго (исп. San Gregorio Cuautzingo)                                 | 7 181                            | 13 138                           |
| 0021      | Санта-Мария-Уэхокулько (исп. Santa María Huexoculco)                                  | 11 932                           | 12 456                           |
| 0013      | Сан-Маркос-Уистоко (исп. San Marcos Huixtoco)                                         | 10 093                           | 12 229                           |
| 0010      | Сан-Хуан-Тесомпа (исп. San Juan Tezompa)                                              | 9 229                            | 11 819                           |
| 0019      | Сан-Пабло-Атласальпан (исп. San Pablo Atlazalpan)                                     | 10 538                           | 11 236                           |
| 0020      | Санта-Катарина-Айоцинго (исп. Santa Catarina Ayotzingo)                               | 9 246                            | 10 702                           |
| 0017      | Сан-Матео-Тесокипан (исп. San Mateo Tezoquipan)                                       | 9 361                            | 9 904                            |
| 0002      | Ла-Канделария-Тлапала (исп. La Candelaria Tlapala)                                    | 3 990                            | 5 506                            |
| 0012      | Сан-Лукас-Амалиналько (исп. San Lucas Amalinalco)                                     | 3 190                            | 3 626                            |
| 0121      | Баррио-де-Гуадалупе (исп. Barrio de Guadalupe)                                        | 130                              | 2 136                            |
| 0080      | Касерио-де-Кортес (исп. Caserío de Cortez)                                            | 1 519                            | 1 841                            |
| 0079      | Ломас-де-Сан-Пабло (исп. Lomas de San Pablo)                                          | 1 198                            | 1 354                            |
| 0125      | Эль-Рекодо-де-Сан-Хосе-Ахалько (исп. El Recodo de San José Axalco)                    | 600                              | 1 032                            |

## Экономическая деятельность
По статистическим данным 2000 года, работоспособное население занято по секторам экономики в следующих пропорциях: сельское хозяйство и скотоводство — 5,7 %, промышленность и строительство — 32,5 %, сфера обслуживания и туризма — 59,3 %.

## Инфраструктура
По статистическим данным 2010 года, инфраструктура развита следующим образом:
- электрификация: 99,1 %;
- водоснабжение: 92,9 %;
- водоотведение: 96,9 %.

## Туризм
Основные достопримечательности:
- церковь Апостола Сантьяго, построенная в XVI веке;
- церковь Сретения в Ла-Канделария-Тлапала, построенная в XVII веке;
- церковь Святого Григория Великого в Сан-Грегорио-Куауцинго, построенная в XIX веке;
- церковь Святого Лукаса в Сан-Лукас-Амалиналько, построенная в стиле барокко в XVIII веке;
- церковь Святой Катарины Великомученицы в Санта-Катарина-Айоцинго, построенная в готическом стиле в VI веке;
- бывшая асьенда Сан-Хуан;
- археологический музей.